# Haller-kastély (Zoltán)
A zoltáni Haller-kastély műemlék épület Romániában, Maros megyében. A jobbágyfalut több évszázadon keresztül birtokoló Haller család építtette, és főként nyári rezidenciának használták; egykoron park és családi sírkert is tartozott hozzá. A 20. századi államosítás után lepusztult, jelenleg romosan áll.

## Története
Zoltán a középkorban szászok által lakott falu volt, azonban a 16. század második felében egy pestisjárvány következtében elnéptelenedett. A király a falut – más birtokokkal együtt – a harcokban kitűnt Haller családnak adományozta, akik román jobbágyokkal telepítették újra.
A falu nyugati kijáratánál elhelyezkedő Haller-udvarházat – egyes monográfiákban és a helyiek szóhasználatában „kastélyt” – feltehetően a 16. században építették. Írott adatok nem tudósítanak sem az ingatlanról, sem a családról; lakói és sorsa főként a helybeliek beszámolóiból ismertek. A Haller-grófok keveset tartózkodtak itt; általában nyáron jöttek kikapcsolódni, mikor csendre és békességre vágytak; ilyenkor visszavonult életet éltek, kevés szolgával. A román lakosokkal szívélyes volt a viszonyuk (támogatták őket, hozzájárultak a templomépítéshez), így az 1848–49-es forradalmi események alatt azok megakadályozták, hogy a szabadcsapatok feldúlják a kúriát.
A helyiek visszaemlékezései főként a 20. századra korlátozódnak: leírták a békebeli grófi életmódot (bálok, esküvők), és beszámoltak az utolsó tulajdonosról, az udvarházban egyedül élő özvegy Haller Rozáliáról, akit a legtöbben csak „a grófnőként” ismertek. A második világháború utáni kommunista hatalomátvétel a kúriát már üresen találta. A rekvirált épületben moldvai menekülteket szállásoltak el, majd a helyi termelőszövetkezet székhelyéül nevezték ki, raktárként, istállóként használták. A berendezést elpusztították, a parkot megsemmisítették, a gyümölcsös fáit eltüzelték, a családi sírkertet felszántották (a helyi Hallerek közül egyedül csak a grófnő nyughelye menekült meg, mert nem a családi, hanem a falusi temetőben volt, azonban gondozás hiányában ma már azonosíthatatlan).
A kommunizmus 1989-es bukása után a Hallerek nem igényelték vissza az ingatlant, így az állam tulajdonában maradt. Az államtól egy helyi gazda vette meg, az elkövetkező évtizedekben párszor még tulajdonost cserélt, ám felújítása, kihasználása még várat magára.

## Leírása
A falu nyugati kijáratánál, a DN13-as főút mellett (attól kb. 20 méterre) helyezkedik el. Barokk stílusban épült; egykoron attikafalas kapuépítmény, gondozott park, évszázados dió- és almafákkal beültetett gyümölcsös, és családi sírkert is tartozott hozzá. A romániai műemlékek jegyzékében az MS-II-m-A-15724 sorszámon szerepel.